# St. Laurent (Schiff, 1932)
HMCS St. Laurent (H83) war ein Zerstörer der Royal Canadian Navy im Zweiten Weltkrieg. Im April 1932 als HMS Cygnet (H83) der C-Klasse für die Royal Navy in Dienst gestellt, wurde sie im Februar 1937 der kanadischen Marine übergeben und umbenannt.

Während des Krieges wurde das Schiff auf dem Nordatlantik im Kampf gegen die deutschen Unterseeboote eingesetzt. Wenige Monate nach dem Kriegsende wurde HMCS St. Laurent aus der Liste der aktiven Kriegsschiffe gestrichen und verkauft. Die Verschrottung erfolgte im November 1945.

## Geschichte des Schiffes
Die spätere HMCS St. Laurent (H 83) wurde am 9. Juli 1930 bei Vickers in Barrow als Teil des Bauprogramms 1930 bestellt. Das Schiff wurde unter der Baunummer 667 am 1. Dezember 1930 auf Kiel gelegt und erhielt den Namen HMS Cygnet als es am 29. September 1931 vom Stapel lief. Kiellegung und Stapellauf erfolgten am selben Tag wie das Schwesterschiff HMS Crescent (Baunummer 668). Die HMS Cygnet war das 19. Schiff der Royal Navy mit diesem Namen seit 1585. Zuletzt hatte den Namen Cygnet von 1898 bis 1920 ein Thornycroft-„30 knotter“ der D-Klasse geführt.

Die neue Cygnet wurde am 1. April 1932 fertiggestellt und führte anschließend Test mit verschiedenen Propellern durch. Bei den Geschwindigkeitstests über sechs Stunden waren die von der Admiralität geforderten Propeller den Neuentwicklungen überlegen.
Das Schiff war Teil der neuen C-Klasse, die von den üblichen acht Schiffen auf vier Zerstörer
von der britischen Labour-Regierung reduziert wurde, um ihre Abrüstungsbereitschaft zu dokumentieren.

Der neue Zerstörer kam zuerst zur „2nd Destroyer Flotilla“ bei und besuchte im Frühjahr 1934 während der Frühjahrsfahrt der Home Fleet die Karibik. Während der Abessinienkrise im Herbst 1935 wurde die Flottille ab September für sechs Monate in das Rote Meer und den Indischen Ozean entsandt. Nach der Rückkehr und Überholung fuhr das Schiff in der Frühphase des Spanischen Bürgerkriegs zur Neutralitätsüberwachung in der Biskaya. Am 30. September 1936 ging sie in der Nore in Reserve, nachdem sie in der Flottille durch den Neubau Hunter ersetzt worden war.
Der Zerstörer wurde dann an die Royal Canadian Navy abgegeben und als HMCS St. Laurent am 17. Februar 1937 in Chatham in Dienst gestellt. Gleichzeitig erfolgte die Übergabe des Schwesterschiffes Crescent. Sie waren die größten und modernsten Einheiten der Royal Canadian Navy.
In Halifax traf die St. Laurent am 8. April ein und verlegte im Frühjahr 1938 nach Esquimalt an der Pazifikküste. Im September 1939 verlegte die St. Laurent auf ihre Kriegsstation zurück nach Halifax.
1938 wurden auch die beiden anderen Boote der C-Klasse nach Kanada abgeben, im September 1939 folgte dann der Flottillenführer der Klasse.

### Kriegseinsätze
Nach dem Kriegsbeginn wurden die kanadischen Zerstörer nach Halifax, Nova Scotia, verlegt, wo die St. Laurent als zweiter der Pazifik-Zerstörer am 15. September 1939 eintraf und als Eskorte von Geleitzügen im Nordatlantik eingesetzt. Ab Juni 1940 erfolgte der Einsatz jedoch von den britischen Inseln aus, weil dort die U-Boot-Gefahr wesentlich größer war und die Schiffe dort daher dringender benötigt wurden. Die St. Laurent, die Restigouche und die Skeena trafen als erste der kanadischen Zerstörer am 31. Mai in Plymouth ein, zu denen kurz darauf noch die aus der Karibik kommende Fraser kam.

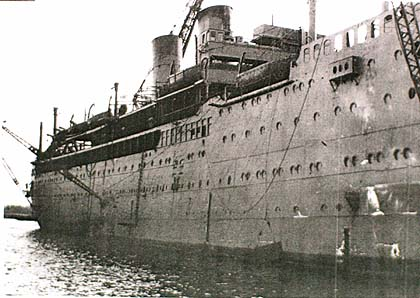
Die Arandora Star
vor der Abfahrt nach Kanada

Im folgenden Monat war HMCS St. Laurent an der Evakuierung der britischen Truppen aus Nordfrankreich beteiligt. Ab dem 9. Juni evakuierte sie mit der Restigouche britische Verwundete aus Saint Valery en Caux, wobei die beiden Zerstörer am 11. von einer deutschen Feldbatterie beschossen wurden. Zum ersten Mal kamen kanadische Schiffe unter feindliches Feuer. Es folgten dann wiederum Einsätze mit Geleitzügen im Atlantischen Ozean. Dabei rettete der kanadische Zerstörer am 2. Juli 1940 118 Besatzungsangehörige, 109 Soldaten der Wachmannschaft und 713 italienische und deutsche Gefangene von der torpedierten Arandora Star und brachte sie nach Greenock. Der nicht angemeldete 15.501 BRT große Truppentransporter war mit 479 deutschen und 734 italienischen Zivilinternierten sowie 86 deutschen Kriegsgefangenen auf dem Weg nach Kanada, als er von U 47 torpediert wurde. 56 Besatzungsangehörige, 91 Wachsoldaten und 713 Deutsche und Italiener starben beim Untergang des Schiffes. Am 4. September rettete der Zerstörer 89 Schiffbrüchige der ebenfalls von U 47 versenkten Titan (9035 BRT; 6 Tote) und am 15. September 13 Schiffbrüchige der kanadischen Kenordoc (1780 BRT, 7 Tote), die U 99 versenkt hatte. Am 2. Dezember rettete sie mit dem Zerstörer Viscount und einem britischen Handelsschiff 21 Überlebende des ebenfalls von U 99 versenkten alleinfahrenden Hilfskreuzers Forfar (16402 BRT ex Montrose der Canadian Pacific Steamships), bei dessen Untergang 172 Mann ihr Leben verloren und am 3. noch die gesamte 53-köpfige Besatzung des vom selben U-Boot versenkten britischen Tankers Conch (8376 BRT).
Im Frühjahr 1941 wurden die kanadischen Schiffe zurück an die Ostküste Kanadas verlegt, um die Sicherung der Handelsschiffe in diesem Gebiet zu verstärken. Die U-Boot-Abwehr- und Flugabwehr-Bewaffnung wurde zu diesem Zweck zulasten der Hauptgeschütze und der Torpedorohre verstärkt.
Der Zerstörer wurde einer kanadischen Geleitgruppe zugewiesen, welche die Konvois bis zur Mitte des Atlantiks eskortierte. In dieser Funktion war bis zum Kriegsende im Dauereinsatz. Während eines derartigen Geleites (ONS.154) gelang es HMCS St. Laurent am 27. Dezember 1942 nördlich der Azoren, U 356 gemeinsam mit den Flower-Korvetten HMCS Chilliwack, HMCS Battleford und HMCS Napanee zu versenken.
Ein weiterer Erfolg war am 10. März 1944 die Versenkung von U 845 in Zusammenarbeit mit dem Zerstörer Forester, der Fregatte Swansea und der Korvette Owenssound am Geleitzug SC.154.
Im Sommer 1944 wurde der Zerstörer wieder nach Großbritannien beordert, um beim Schutz der Landungsoperation in der Normandie gegen befürchtete U-Boot-Angriffe mitzuwirken. Der Einsatz erfolgte in der „Support Group 11“ mit den kanadischen Zerstörern Ottawa, Kootenay, Chaudière und Gatineau. Die Rückverlegung an die kanadische Atlantikküste erfolgte im Dezember.

### Das Ende derHMCS St. Laurent
Die ersten drei Monate nach dem Kriegsende wurde HMCS HMCS St. Laurent als Personentransporter zwischen Neufundland und Kanada eingesetzt, um Militärpersonal in die Heimat zurückzuführen. Am 10. Oktober 1945 wurde die St. Laurent außer Dienst gestellt, aus der Liste der aktiven Kriegsschiffe gestrichen und zum Abbruch verkauft. Die Verschrottung erfolgte 1947.

## Erneute Namensverwendung

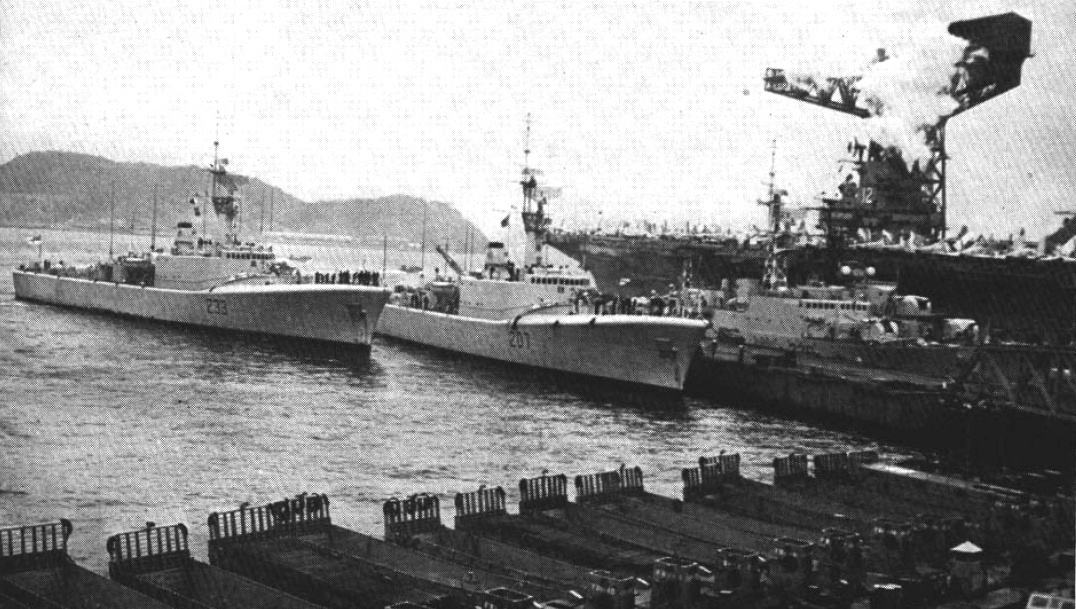
Kanadischer Flottenbesuch in Japan 1958

Von Oktober 1955 bis Juni 1974 gab es erneut eine St. Laurent im Dienst der RCN. Sie war das Typschiff einer Serie von sieben Destroyer Escorts von 2263 ts, die in Kanada gebaut wurden. Die Schiffe waren eine Abwandlung der britischen Fregatten der Whitby-Klasse (Type 12).